# Крна (село)
Крна (словац. Krná, угор. Kiskorna) — село, громада в окрузі Полтар, Банськобистрицький край, центральна Словаччина. Кадастрова площа громади — 14,02 км². Населення — 52 особи (за оцінкою на 31 грудня 2017 р.).
Перша згадка 1435 року.

## Географія
Протікає річка Слатина.

## Населення
| Рік:            | 1994. | 2004.    | 2014.    | 2024.   |
| --------------- | ----- | -------- | -------- | ------- |
| Кількість осіб: | 90    | 67       | 52       | 49      |
| Різниця:        |       | -25,55 % | -22,38 % | -5,76 % |

| Рік:            | 2023. | 2024. |
| --------------- | ----- | ----- |
| Кількість осіб: | 49    | 49    |
| Різниця:        |       | +0 %  |